# Kaiserliche Garde (Japan)

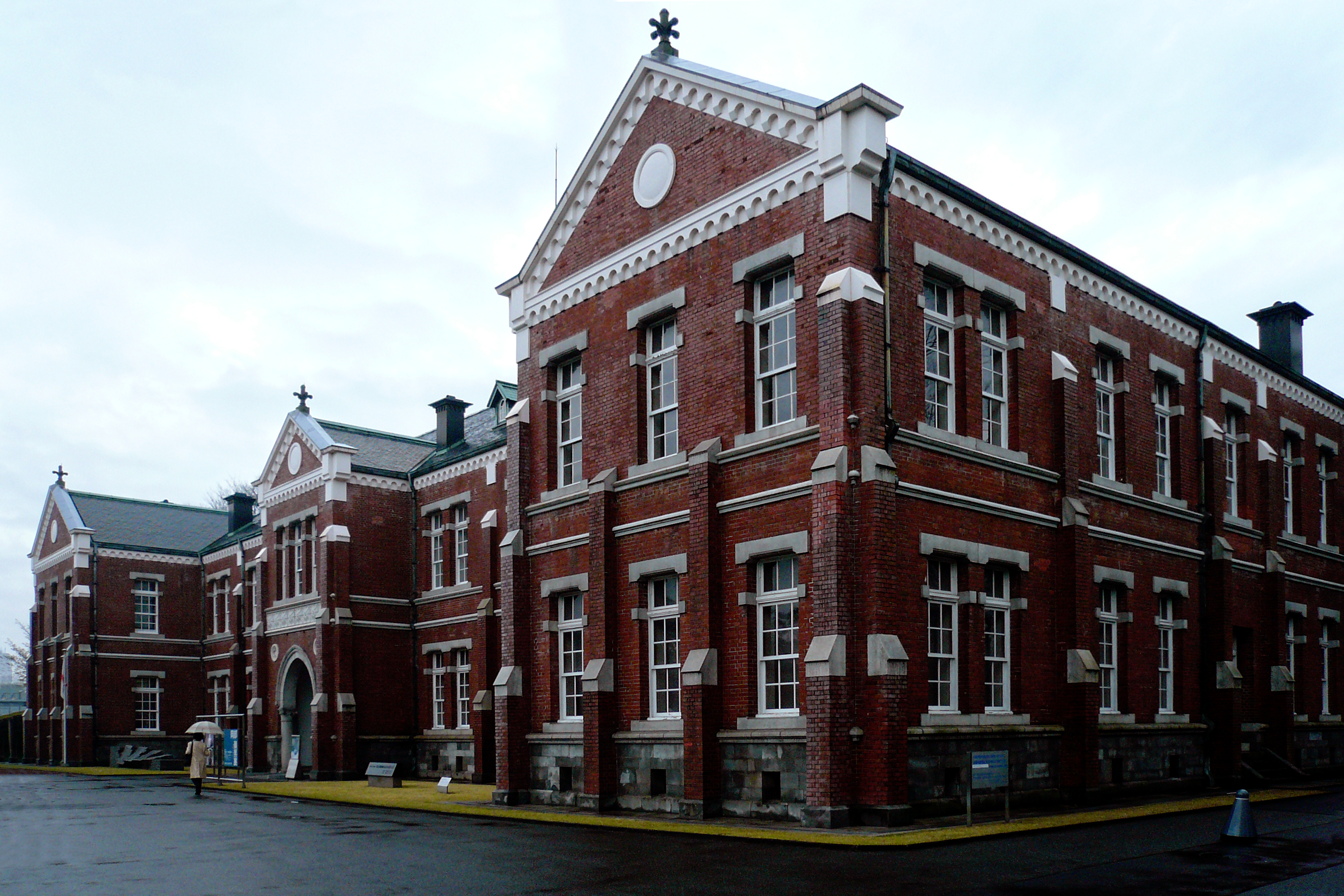
Hauptquartier der früheren Kaiserlichen Garde (heute Kunsthandwerksgalerie des Nationalmuseums für moderne Kunst)

Die japanische Kaiserliche Garde (jap. 近衛師団, Konoe shidan, „Kaiserliche Gardedivision“) beschützte die japanische kaiserliche Familie und deren Besitztümer. Die Garde war auch eine Einheit in der Kaiserlich Japanischen Armee. Die Garde wurde nach dem Zweiten Weltkrieg aufgelöst, und eine ähnliche Institution 1947 als Teil der japanischen Polizei wieder gegründet. Der Name wurde von dem im Jahre 765 eingerichteten Konoe-fu (Leibgarde) übernommen.

## Die kaiserliche Garde als Heeresverband
Die kaiserliche Garde wurde 1867 aus Einheiten der Palastwache gegründet. Sie bestand aus zwei Brigaden mit jeweils zwei Regimentern. Als Kaiser Meiji die Macht im Staat übernahm, baute er eine Armee nach europäischem Standard auf, und gliederte ihr im Zuge der Meiji-Restauration auch die Garde ein.
Während des Ersten Japanisch-Chinesischen Krieges kam die Gardedivision in der Mandschurei nicht zum Einsatz. Erst nach Abschluss der Kampfhandlungen wurde sie im Mai 1895 bei der japanischen Invasion Formosas eingesetzt. Dort erlitt sie zwar nur geringe Verluste bei Kämpfen, verlor jedoch über 4000 Mann wegen Malaria und anderer Krankheiten.
Im September 1939 wurde die Garde zweigeteilt. Die erste Brigade wurde nach Südchina verlegt und war als gemischte Gardebrigade bekannt. Das erste und zweite Infanterieregiment, das Kavallerieregiment und ungefähr die Hälfte der Hilfseinheiten gehörten dazu, wodurch sie über etwa 18.000 Offiziere und Mannschaften verfügte. Im Oktober 1940 nahm die Brigade, als Teil der 22. Armee, an der Besetzung von Französisch-Indochina teil. Im Dezember des Jahres erhielt sie den Befehl, gemeinsam mit der 18. Division die Fähigkeiten zu amphibische Landungen durch umfangreiche Ausbildungsmaßnahmen und Manöver zu verbessern. Ab Januar 1941 war sie einer der Heeresverbände die, unter anderem aufgrund der Erfahrungen im Nomonhan-Zwischenfall motorisiert wurden bevor sie im April 1941 nach Tokio zurückverlegt und der ursprünglichen Division wieder eingegliedert wurde.
Der Rest der Division (3. und 4. Garderegiment) wurden zur zweiten Gardebrigade. 1940 wurde sie ebenfalls nach China verlegt, verblieb jedoch in Shanghai, bevor sie auf die Insel Hainan verlegt wurde. Im Juni 1941 stieß das fünfte Infanterieregiment der Garde dazu und wurde wieder zur kaiserlichen Garde. Später nahm sie zusammen mit Yamashita Tomoyukis 25. Armee an der Invasion der Malaiischen Halbinsel und der Schlacht um Singapur teil.
Die Garde-Division verübte in Malaysia und in Singapur Kriegsverbrechen, wie beispielsweise die Massaker von Parit Sulong und Sook Ching. Generalleutnant Nishimura Takuma wurde dafür von den Briten zu lebenslänglicher Haft und von den Australiern zum Tode verurteilt.
Im Juni 1943 wurde aus Einheiten der Kaiserlichen Garde-Division die 2. Garde-Division aufgestellt. Kurz darauf wurde die 1. Garde-Division und 1944 die 3. Garde-Division aufgestellt, die beide während des Pazifikkrieges in Japan verblieben.
Nach dem Ende des Zweiten Weltkriegs wurde die Garde aufgelöst.

## Kin’ei-fu

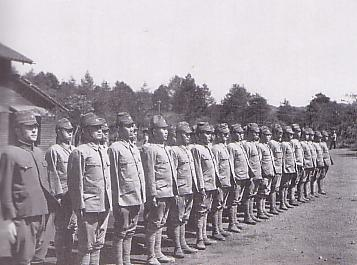
Angehörige der Kin’ei-fu, September 1945

Mit der Auflösung der Gardetruppen wurde am 10. September 1945 die Kin’ei-fu (禁衛府) eingerichtet. Diese wurde jedoch bereits am 31. März 1946 wieder aufgelöst.

## Palastpolizei

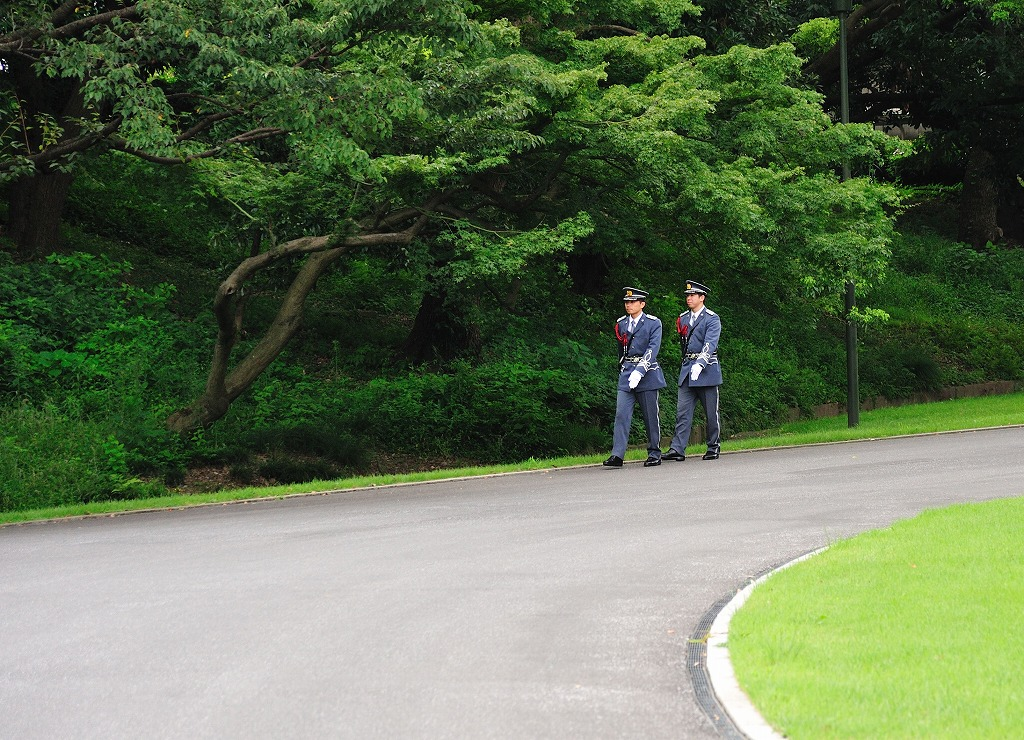
Palastpolizisten

1947 wurde die kōgū keisatsu (皇宮警察, „Polizei des Kaiserpalasts“) als Teil der japanischen Polizei aufgestellt, im Englischen wird sie als Imperial Guard („Kaiserliche Garde“) oder Imperial Police („Kaiserliche Polizei“) bezeichnet. Sie besteht aus über 900 Sicherheitspolizisten, die wieder für den Schutz des Kaisers und des Kaiserpalasts zuständig sind, und stellt die Ehrenformation bei Staatsanlässen. Die Garde besteht aus den Abteilungen „Polizeiliche Verwaltung“, „Sicherheit“ und „Eskorte“. Außerdem hat sie eine 14 Pferde umfassende berittene Einheit. Das Hauptquartier der Palastpolizei liegt im Tokioter Stadtteil Chiyoda im gleichnamigen Bezirk.
Direkter Vorläufer war die Palastpolizei des Kaiserlichen Hofministeriums, die unter verschiedenen Namen seit der Meiji-Zeit existierte, erstmals 1886 als kōgū keisatsu. Sie wurde 1947 an das Innenministerium, dann bei der Reorganisation der Polizei nach US-Vorbild an das Hauptquartier der Landpolizei (kokkei der Präfekturen – ländliche Gemeinden unter 5.000 Einwohner verfügten nicht über eine eigene kommunale Polizei) übertragen. Seit der wieder stärker zentralisierten Reorganisation der Polizei 1954 untersteht sie der nationalen Polizeibehörde, deren sonstige Mitarbeiter vor allem Ausbildungs-, Koordinations- und Verwaltungsaufgaben haben, nicht etwa der Tokioter Präfekturpolizei.
Die heutige japanische kaiserliche Garde trägt bei der Bewachung des Kaiserpalasts eine dunkelblaue oder blaugraue Polizeiuniform modernen Zuschnitts.